# Prizma
Prízma je oglato geometrijsko telo (polieder) omejeno z dvema osnovnima ploskvama in plaščem. Osnovni ploskvi prizme sta skladna in vzporedna n-kotnika. Plašč je sestavljen iz n paralelogramov, ki povezujejo obe osnovni ploskvi. Te paralelograme imenujemo stranske ploskve prizme.
Stranice obeh osnovnih ploskev imenujemo osnovni robovi prizme. Vse ostale robove imenujemo stranski robovi.
Višina prizme je daljica, ki poteka od ene do druge osnovne ploskve in je nanju pravokotna.

## Vrste prizme
Prizma, ki ima za osnovno ploskev n-kotnik, je n-strana prizma.
Prizma, ki ima vse stranske robove pravokotne na obe osnovni ploskvi, je pokončna prizma. Vse stranske ploskve pokončne prizme so pravokotniki. Višina pokončne prizme je enaka stranskemu robu.
Prizma, ki ni pokončna, je poševna prizma.
Prizma, ki ima vse (osnovne in stranske) robove enako dolge, je enakoroba (tudi: enakorobna) prizma.
Pravilna prizma je prizma, ki ima za osnovno ploskev pravilni n-kotnik in je pokončna.
Posebni primeri prizem so:
- paralelepiped (štiristrana prizma, ki ima za osnovno ploskev paralelogram)
- kvader (pokončna štiristrana prizma, ki ima za osnovno ploskev pravokotnik)
- kocka (pravilna enakoroba štiristrana prizma)

## Formule
| Prostornina | ploščina osnovne ploskve krat višina                        | V = S v      |
| Površina    | dva krat ploščina osnovne ploskve plus plašč                | P = 2 S + pl |
| Plašč       | obseg osnovne ploskve krat višina (samo za pokončne prizme) | pl = o v     |

*S ponazarja ploščino osnovne ploskve